# Schizomus schoutedeni
Schizomus schoutedeni är en spindeldjursart som först beskrevs av Roewer 1954.  Schizomus schoutedeni ingår i släktet Schizomus och familjen Hubbardiidae. Inga underarter finns listade i Catalogue of Life.